# Copa da Liga Escocesa 1985–86
A Copa da Liga Escocesa de 1985-86 foi a 40º edição do segundo mais importante torneio eliminatório do futebol da Escócia. O campeão foi o Aberdeen F.C., que conquistou seu 3º título na história da competição ao vencer a final contra o Rangers F.C., pelo placar de 3 a 0.

## Premiação
| Copa da Liga Escocesa de 1985-86  |
| Escócia                           |
| --------------------------------- |
| Aberdeen F.C. Campeão (3º título) |